# Aranöarna
Aranöarna (iriska: Arainn eller Oileáin Árann) är tre öar nära Irlands västkust, sydväst om Galway. De utgörs av Inis Mór, Inis Meáin och Inis Oírr. De tre öarna har totalt en yta på 47 km² och 900 invånare (2009; jämfört med 800 invånare 2001).

## Geografi och ekonomi
Öarna har kalkstensberggrund. De är belägna cirka 45 kilometer sydväst om Galway, cirka en mil utanför den irländska kusten. Öarna ingår i grevskapet Galway.
Öarnas befolkning livnär sig av fiske och jordbruk. De använder främst iriska i dagligt bruk men talar även engelska. 

## Aranöarna i kulturen
John Millington Synges irländska klassiker The Aran Islands (1907), utkom på svenska med titeln Aranöarna 1996. Boken är en skildring av författarens fyra långa besök på öarna och mötet med dess säregna kultur. Synge bodde under flera somrar på Inis Meáin och hämtade inspiration till många av sina verk där.